# Mètodes de datació relativa calibrats
Els mètodes de datació relativa calibrats són mètodes de datació que, tot i no ser completament uniformes, són prou estables per a poder ser utilitzats als jaciments arqueològics de manera fiable.
A més dels mètodes de datació absoluta, que fan servir el principi de desintegració radioactiva, també trobem uns altres mètodes com a mètodes de datació. Per utilitzar-los correctament, primer s'ha de calibrar amb altres mètodes el seu ritme de canvi. Aquest és un procés molt laboriós, ja que cal fer-ho a cada jaciment, perquè les condicions externes són diferents. Tot i això, aquests mètodes sempre es poden utilitzar com a complement d'altres o com a sistemes de datació relativa.

## Datació per la taxa de cations
Aquesta tècnica es pot fer servir per datar roques del desert i té una forquilla temporal de 10.000 anys.
Aquest mètode es basa en el principi que en condicions desèrtiques es forma una pàtina sobre les roques. Aquesta pàtina està formada per òxids i hidròxids de magnesi i ferro, partícules molt petites, certa matèria orgànica i oligoelements. Alguns d'aquests elements es dissolen més fàcilment que els altres i desapareixen de la pàtina amb més rapidesa. El mètode consisteix, doncs, a mesurar aquests cations mòbils que són el potassi (K) i el calci (Ca) respecte als cations estables com el titani (Ti). Com menys cations de potassi i calci hi hagi, més llunyana en el temps serà la roca. No és un mètode de datació absoluta perquè no hi ha una taxa de disminució fixa i varia segons les condicions ambientals.

## Datació arqueomagnètica
Aquesta tècnica es pot fer servir per datar ceràmica i té una forquilla temporal d'uns 3.000 anys.
Es basa en el principi que el camp magnètic terrestre canvia constantment d'intensitat i de direcció. Quan l'argila es cou, les partícules de ferro que conté queden alineades seguint el camp magnètic vigent en el moment. D'aquesta manera, si s'ha realitzat un estudi abans dels diferents magnetismes que ha tingut la terra al llarg dels anys, es pot saber a quin període pertany la ceràmica. Aquest mètode necessita altres mètodes de datació absoluta com el radiocarboni, ja que primerament s'ha d'elaborar un estudi del magnetisme de cada període per cada zona, ja que no és el mateix el magnetisme en cada zona terrestre.

## Hidratació de l'obsidiana
Aquest mètode es pot fer servir per datar l'obsidiana (un material bastant utilitzat en la fabricació d'eines) i té una forquilla temporal de 500.000 anys.
Es basa en el principi que quan l'obsidiana es trenca, comença a absorbir l'aigua que la rodeja i es forma una capa d'hidratació que es pot mesurar. El punt zero, és a dir el moment en el qual es va començar a formar la capa, és el moment en què l'obsidiana va ser colpejada. Aquesta capa augmenta de forma gradual amb el temps però varia segons la composició de l'obsidiana i segons les condicions externes. Per tant, necessitem calibrar-lo abans fent servir altres mètodes.

## La racemització d'aminoàcids
Aquesta tècnica es va utilitzar per a datar ossos i té una forquilla cronològica de 100.000 anys.
Es basa en el fet que els aminoàcids (components de les proteïnes que estan presents en tots els éssers vius) poden existir en dues formes iguals anomenades enantiòmeres. D'aquesta n'hi ha que fan girar una llum polaritzada cap a l'esquerra (levo-enantiòmeres o L-aminoàcids) i altres que la fan girar cap a la dreta (dextro-enantiòmeres o D-aminoàcids). Els aminoàcids dels éssers vius només contenen L-aminoàcids. Quan l'ésser viu mor, aquests aminoàcids es van convertint de forma progressiva i constant en D-aminoàcids. Aquest procés és anomenat racemització. Aquest procés varia amb la temperatura i, per tant, s'han de fer servir altres mètodes de datació absoluta per calibrar-lo.